# Années 460
Les années 460 couvrent la période de 460 à 469.

## Événements

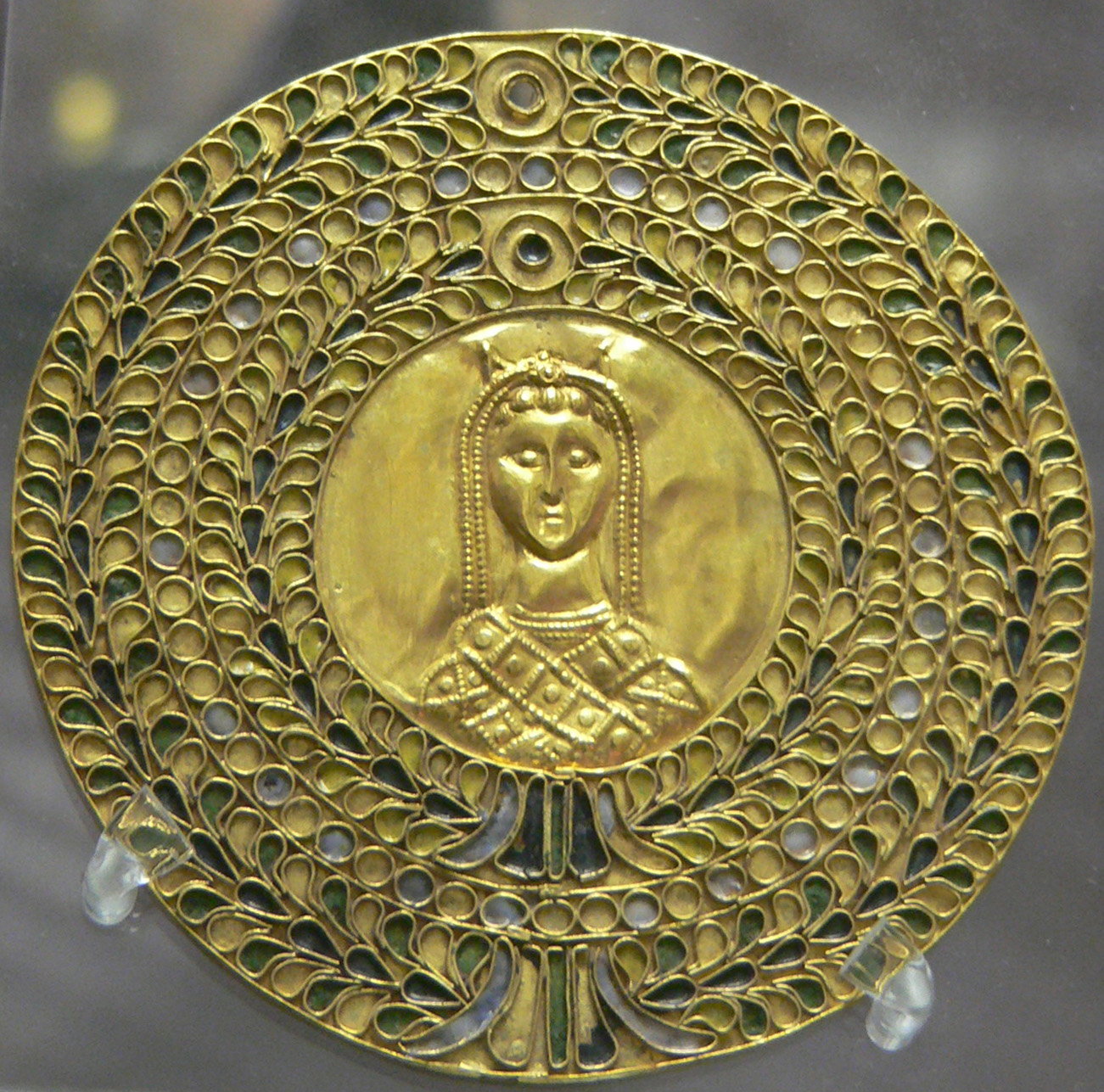
Médaillon de Licinia Eudoxia, Ve siècle, émail sur fil d'or.

- 460 : Majorien échoue contre les Vandales[1].
- 460-610 : rivalité entre les Bleus et les Verts sur l’hippodrome de Constantinople)[2].
- Avant 461 : les Scots d'Irlande, devenus chrétiens, cessent leurs raids de pillage, mais continuent à coloniser le Nord de l'île de Bretagne (Scotland) ; le Dal Riada se forme sur les deux îles[3].
- 461 : assassinat de Majorien par Ricimer. Le général romain Ægidius refuse de reconnaître le nouvel empereur Libius Severus, fait sécession et se constitue un petit état en Gaule du nord autour de Soissons entre Somme et Loire (462-464). vainc les Wisigoths à Orléans (463) et bat les Saxons à Angers (464)[1].
- 466 : Euric devient roi des Wisigoths après avoir assassiné son frère Théodoric II[1].
- 467 : Anthémius devient empereur d'Occident[1].
- 468 : échec de l'expédition des Romains contre les Vandales en Afrique[1].
- 469 : édition définitive des Carmina, recueil de vingt quatre poèmes de Sidoine Apollinaire, né à Lyon[4].

## Personnages significatifs
- Ægidius
- Anthémius
- Childéric Ier
- Euric
- Hilaire (pape)
- Léon Ier (empereur byzantin)
- Licinia Eudoxia
- Majorien
- Paul (comte)
- Ricimer
- Riothamus
- Simplice
- Syagrius
- Théodoric II